# The Lady from the Sea (film 1911)
The Lady from the Sea è un cortometraggio muto del 1911 diretto da Lucius Henderson. La prima versione cinematografica del lavoro teatrale di Henrik Ibsen, scritto nel 1888.

## Produzione
Il film fu prodotto dalla Thanhouser Film Corporation.

## Distribuzione
Distribuito dalla Motion Picture Distributors and Sales Company, il film - un cortometraggio in una bobina - uscì nelle sale cinematografiche statunitensi il 12 dicembre 1911.